# Lynchburg (Misisipi)
Lynchburg es un lugar designado por el censo del Condado de DeSoto, Misisipi, Estados Unidos. Según el censo de 2000 tenía una población de 2.959 habitantes y una densidad de población de 332.1 hab/km².

## Demografía
Según el censo de 2000, había 2.959 personas, 1.037 hogares y 850 familias residiendo en la localidad. La densidad de población era de 332,1 hab./km². Había 1.087 viviendas con una densidad media de 122,0 viviendas/km². El 93,17% de los habitantes eran blancos, el 1,99% afroamericanos, el 0,34% amerindios, el 1,05% asiáticos, el 0,10% isleños del Pacífico, el 2,91% de otras razas y el 0,44% pertenecía a dos o más razas. El 4,12% de la población eran hispanos o latinos de cualquier raza.
Según el censo, de los 1.037 hogares en el 41,0% había menores de 18 años, el 67,4% pertenecía a parejas casadas, el 9,4% tenía a una mujer como cabeza de familia y el 18,0% no eran familias. El 13,5% de los hogares estaba compuesto por un único individuo y el 3,4% pertenecía a alguien mayor de 65 años viviendo solo. El tamaño promedio de los hogares era de 2,85 personas y el de las familias de 3,11.
La población estaba distribuida en un 28,1% de habitantes menores de 18 años, un 8,1% entre 18 y 24 años, un 34,9% de 25 a 44, un 22,1% de 45 a 64 y un 6,8% de 65 años o mayores. La media de edad era 33 años. Por cada 100 mujeres había 101,8 hombres. Por cada 100 mujeres de 18 años o más, había 99,7 hombres.
Los ingresos medios por hogar en la localidad eran de 54.714 dólares ($) y los ingresos medios por familia eran 61.495 $. Los hombres tenían unos ingresos medios de 41.586 $ frente a los 25.332 $ para las mujeres. La renta per cápita para la ciudad era de 20.455 $. El 9,0% de la población y el 5,9% de las familias estaban por debajo del umbral de pobreza. El 10,1% de los menores de 18 años y el 8,9% de los habitantes de 65 años o más vivían por debajo del umbral de pobreza.

## Geografía
Según la Oficina del Censo de los Estados Unidos, Lynchburg tiene un área total de 9,0 km² de los cuales 8,9 km² corresponden a tierra firme y 0,1 km² a agua. El porcentaje total de superficie con agua es 0,58%.